# Polimery krystaliczne
Polimery krystaliczne – polimery o regularnej, liniowej budowie łańcucha lub zawierające grupy o dużej polarności, rozmieszczone równomiernie wzdłuż makrocząsteczki. Powstają na skutek ruchów termicznych oraz sił oddziaływań międzycząsteczkowych skłębionych łańcuchów.
Wyróżniamy dwa typy modeli.
- Model micelarno-frędzlowy to model struktury krystalicznej, w której skrystalizowane fragmenty makrocząsteczki należą przeważnie do różnych kryształów. Obszary krystaliczne składają się z paczek równolegle uporządkowanych łańcuchów.
- Model lameli krystalicznej opisuje obszary krystaliczne utworzone ze sfałdowanych łańcuchów polimeru. Sfałdowanie łańcuchów polega na połączeniu pętlą dwóch równoległych segmentów należących do tego samego kryształu. Łańcuchy układają się równolegle do siebie, a prostopadle do ściany kryształu.

Polimery krystaliczne mogą posiadać kryształy: lamelarne, listwowe, włókniste, dendryty, shish-kebab.
Polimery krystaliczne zawierają obszary z uporządkowanym upakowaniem makrocząsteczek oraz obszary amorficzne, bezpostaciowe (cieczy przechłodzonej): zgodnie z zasadą termodynamiki, mają strukturę dwufazową. Polimery krystaliczne, w których udział fazy krystalicznej jest mały, powinny być nazywane polimerami semikrystalicznymi.
Zastosowanie polimerów krystalicznych: izolacje cieplne, paroizolacje, włókna cięte PP, folie termoizolacyjne, izolacje przeciwwilgociowe.